# Regina Ip
Regina Ip Lau Suk-yee (en chinois : 葉劉淑儀) née le 24 août 1950 à Hong-Kong, est une femme politique chinoise hongkongaise. Elle est actuellement présidente du Conseil exécutif (ExCo) et membre du Conseil législatif de Hong Kong (LegCo), ainsi que fondatrice et actuelle présidente du Parti du nouveau peuple.
Elle est auparavant haute fonctionnaire du gouvernement de la région administrative spéciale de Hong Kong et est la première femme à être nommée secrétaire à la sécurité. Elle est également fondatrice et présidente de l'Institut politique Savantas, un groupe de réflexion à Hong Kong.
Regina Ip devient une figure controversée pour son rôle en faveur de l'adoption de la législation sur la sécurité nationale pour mettre en œuvre l'article 23 de la loi fondamentale de Hong Kong, et après le retrait de cette législation, elle devient la première responsable principale à démissionner de l'administration de Tung Chee-hwa. Elle prend un congé sabbatique pour préparer une maîtrise. Elle participe à l'élection partielle de 2007 sur l'île de Hong Kong pour le Conseil législatif, mais est battue par Anson Chan. Elle se présente de nouveau aux élections du Conseil législatif de 2008 et gagne, obtenant un siège sur l'île de Hong Kong. Elle est réélue aux élections de 2012 et 2016.
Regina Ip est largement connue pour son intérêt pour le poste de chef de l'exécutif. Elle se présente aux élections du chef de l'exécutif en 2012 et en 2017, mais n'obtient pas le nombre minimum de 150 parrainages de la part du comité électoral de 1 200 membres pour participer à la course à ces deux occasions. En 2020, Larry Diamond, son superviseur à l'université Stanford, critique publiquement la gestion par Regina Ip du mouvement démocratique et de la liberté de la presse à Hong Kong,.

## Jeunesse
Regina Ip naît dans ce qui est alors le Hong Kong britannique en 1950. Son père Lau Fook-seng est un commerçant chinois singapourien, et sa mère Wa Choi-Fung, actrice, est la seconde épouse de son père. Elle fréquente le St. Stephen's Girls' College, elle étudie par la suite la littérature anglaise à l'université de Hong Kong, obtient son diplôme avec les honneurs, et passe ensuite une maîtrise en lettres à l'université de Glasgow, où elle étudie le poète élisabéthain, Sir Philip Sidney.

## Carrière gouvernementale
Dans les années 1970, Regina Ip rejoint le gouvernement de Hong Kong en tant qu'administratrice. En 1986, accompagnée de son mari, elle rejoint la Stanford Graduate School of Business pour passer une maîtrise en gestion dans le cadre du programme Sloan,. Elle occupe divers postes avant d'être nommée directrice du département de l'industrie en septembre 1995.

### Carrière ministérielle
En août 1996, elle est nommée directrice de l'immigration, un poste généralement occupé par des fonctionnaires du département de l'immigration. Elle est la première femme à occuper le poste et l'occupe jusqu'à la passation de pouvoir en 1997. Pendant qu'elle occupe ce poste, le gouvernement britannique décide d'accorder la pleine citoyenneté britannique à 50 000 familles de Hong Kong.
En juillet 1998, Regina Ip est nommée au poste de secrétaire à la sécurité, encore une fois, elle est la première femme à occuper ce poste. Elle devient la première ministre du gouvernement à "déclarer sa position politique".
Regina Ip devient l'une des 14 principaux fonctionnaires et membre du Conseil exécutif pendant le deuxième mandat de Tung Chee-hwa au gouvernement le 1er juillet 2002. Elle est connue à l'époque comme une figure belliciste et intransigeante du gouvernement, certains la décrivant comme "une bureaucrate dévouée, arrogante, autoritaire et pourtant franche". En tant que ministre de la sécurité, elle promeut l'adoption de l'article 23 controversé de la loi fondamentale de Hong Kong. Après des protestations publiques massives et le retrait par le gouvernement de la législation proposée sur la sécurité nationale, Regina Ip démissionne de ses fonctions le 25 juin 2003, invoquant des raisons personnelles.

## Carrière politique
En 2003, Regina Ip retourne à l'université Stanford pour poursuivre une maîtrise en études est-asiatiques, avec Larry Diamond comme superviseur. Sa thèse, Hong Kong : Étude de cas sur le développement démocratique dans une société en transition, aurait exprimé son admiration pour un système bicaméral et suggéré que les partis politiques de Hong Kong soient renforcés et plus inclusifs. Elle retourne à Hong Kong en 2006. Elle créé un groupe de réflexion politique, l'Institut politique Savantas, donnant lieu à des spéculations médiatiques selon lesquelles elle prévoit de se présenter au poste de chef de l'exécutif dans le futur. En septembre 2007, elle déclare son intention de se présenter au Conseil législatif lors de l'élection partielle de l'île de Hong Kong. Elle s'excuse pour sa gestion de la situation de l'article 23, espérant mettre cela derrière elle. Cependant, elle n'obtient que 43% des voix, et est battue par Anson Chan.

### Conseiller législatif
Regina Ip se présente aux élections législatives de 2008 à Hong Kong dans la circonscription géographique de l'île de Hong Kong, sa liste comprenant le dermatologue Louis Shih et deux conseillers de district élus, Albert Wong et Ronald Chan. Sa liste remporte un total de 61 073 votes, la deuxième plus élevée sur l'île de Hong Kong et la quatrième plus élevée à Hong Kong. Elle prête serment en tant que conseillère législative le 8 octobre 2008.
En janvier 2011, elle lance un parti orienté vers la classe moyenne appelé Parti du nouveau peuple. Le parti occupe deux sièges de la législature, ceux de Regina Ip et de Michael Tien, après l'élection du conseil législatif de 2012, au cours de laquelle Regina Ip est élue avec 30 289 voix, malgré la perte de près de la moitié des voix. Elle est ensuite nommée au Conseil exécutif de Hong Kong par le chef de l'exécutif Leung Chun-ying, au sein duquel elle siège jusqu'en décembre 2016, date à laquelle elle se présente pour la deuxième fois au poste de chef de l'exécutif. Son parti s'élargit lorsqu'il s'allie à la Force civile en 2014. Regina Ip est réélue au Conseil législatif en 2016, avec 60 760 votes, le résultat le plus élevés de l'île de Hong Kong.

### Candidature au poste de chef de l'exécutif en 2012
Regina Ip est connue pour être intéressé par le poste de chef de l'exécutif. Elle exprime son intention de se présenter aux élections de 2012 mais abandonne le 15 décembre. À la suite d'un certain nombre de scandales entourant Henry Tang, elle annonce de nouveau sa candidature à la course le 20 février. Elle retire de nouveau sa candidature après avoir échoué à recevoir suffisamment de parrainages avant la date limite.

### Candidature au poste de chef de l'exécutif en 2017
Regina Ip exprime son intention d'envisager de se présenter à l'élection du chef de l'exécutif en 2017. Après que le chef sortant Leung Chun-ying ait annoncé qu'il ne chercherait pas à être réélu, Regina Ip démissionne du Conseil exécutif pour lancer sa campagne. Elle annonce sa candidature le 15 décembre avec le slogan de campagne "Reconquérir Hong Kong" après avoir reçu l'aval de son parti. Elle appelle à une relance du processus de réforme électorale dans le cadre restrictif de Pékin tel que décrété par le Comité permanent de l'Assemblée nationale populaire (NPCSC). Elle s'engage également à promulguer l'article 23 controversé avec des "mesures appropriées".
Alors que Carrie Lam annonce sa candidature et que Tsang doit se présenter, les analystes politiques déclarent que cela pourrait mettre en danger les chances de Regina Ip d'obtenir le minimum de 150 parrainages pour participer à l'élection. Regina Ip révèle que deux ou trois électeurs, dont l'homme d'affaires Allan Zeman, lui ont tourné le dos pour soutenir Lam.
Soutenue par le Nouveau Parti populaire et quelques électeurs du secteur des affaires, Regina Ip est également parrainée par un électeur pro-démocrate du sous-secteur de la comptabilité, qui souhaite envoyer la candidate dans la course afin de réduire les votes de Lam,. Cependant, alors que Carrie Lam vise plus de 600 parrainages, Regina Ip doit faire face à une bataille difficile pour obtenir ses soutiens. Elle exhorte "un certain candidat" à ne pas demander de soutien supplémentaire puisque cette personne a déjà obtenu plus qu'assez de parrainages. Regina Ip se retire de l'élection quelques heures avant la date limite de parrainage du 1er mars, faute d'avoir obtenu le nombre suffisant de soutiens. Elle attribue son échec au processus de sélection restrictif de la structure de 1 200 membres du comité électoral, car elle est "évincée" par Carrie Lam soutenue par Pékin et par Tsang et Woo soutenus par les démocrates.

## Positions
Regina Ip prend des positions controversées au cours de sa carrière, notamment en défendant l'ordonnance sur l'ordre public et en défendant la politique gouvernementale refusant le droit de résidence aux enfants de Hongkongais nés en Chine continentale depuis la rétrocession de 1997.

### Article 23
Selon Ku, Regina Ip s'est transformée en une figure politique provocatrice en raison de son abandon du "rituel bureaucratique institutionnalisé" adopté par les fonctionnaires dans le passé. Elle dirige la tentative du gouvernement de codifier l'article 23 de la loi fondamentale de Hong Kong et fait pression pour qu'il soit légiféré à l'horizon juillet 2003. Entre septembre 2002 et juillet 2003, sa popularité plonge. En octobre 2002, elle fait une remarque sur Adolf Hitler à l'université municipale de Hong Kong.

« Hitler a été élu par le peuple. Mais il a fini par tuer sept millions de personnes. Cela prouve que la démocratie n'est pas une panacée. »

Regina Ip minimise toute opposition au projet de loi, prédisant que seulement 30 000 personnes se présenteraient à la ou aux manifestations prévues. Regina Ip accuse les dirigeants politiques et religieux d'avoir créé un "effet de meute". Sa popularité chute lorsque ses remarques contredisent l'opinion populaire, notamment en ce qui concerne son engagement à faire avancer le projet de loi malgré l'agitation et le chaos de l'épidémie de SRAS en 2003.
Ses détracteurs critiquent également sa coiffure touffue, la surnommant "Tête de balai". Ces moqueries comprennent notamment une bande dessinée qui la caricature en uniforme de police avec une coiffure touffue. Elle admet ouvertement que même si elle n'aime pas le surnom, elle ne changerait pas sa coiffure juste pour plaire à ses détracteurs. Concernant la controverse, elle déclare: "Je pense que je voudrais qu'on se souvienne de moi comme de quelqu'un qui n'avait pas peur de s'exprimer, même si cela pouvait affecter ma popularité.". Regina Ip déclare plus tard "J'ai fait une erreur en faisant la promotion du projet de loi" et s'excuse pour les remarques qu'elle a faites en faisant pression pour l'article 23.

### Opinions sur la démocratie
Regina Ip est critiquée pour sa position perçue comme incohérente envers la démocratie. Après son retour des États-Unis, elle change sa position publique lors de sa campagne pour un siège à l'Assemblée législative en 2007 en déclarant que "la seule voie à suivre pour Hong Kong est une démocratisation complète", contrairement à sa position précédente. Todd Crowell de l'Asia Times la qualifie de "démocrate née de nouveau". Anson Chan, son principal rival soutenu par le camp pro-démocratie lors de l'élection partielle de 2007, la qualifie de "fausse démocrate" à cause de cela.
En février 2022, Regina Ip écrit un commentaire sur le SCMP, critiquant la démocratie occidentale et affirmant que "beaucoup continuent de se livrer au fantasme fallacieux selon lequel l'adoption d'une procédure d'élection de nos dirigeants politiques basée sur la participation du public assurera une bonne gouvernance".

### Opinions sur la liberté de la presse
En juillet 2008, Regina Ip est de nouveau mêlée à la controverse pour ses commentaires sur les tactiques policières utilisées contre les journalistes couvrant les scènes animées dans les files d'attente pour les billets pour les Jeux olympiques. En commentant la manipulation des journalistes de Hong Kong par la police de Pékin, elle déclare que "les techniques de bousculade par le cou ... sont les plus efficaces pour arrêter les fauteurs de troubles". Le lendemain, elle déclare soutenir la liberté de la presse et s'excuse pour le "lapsus", précisant qu'elle n'impliquait ni que les journalistes sont des fauteurs de troubles, ni qu'elle approuve les actions de la police. La législatrice du Parti démocrate Yeung Sum qualifie cette déclaration de lapsus freudien qui montre ses vraies opinions,.

### Commentaires accusés de racistes sur les femmes de ménage philippines
En avril 2015, Regina Ip écrit dans un article controversé de Ming Pao qu'elle a reçu des plaintes alors qu'elle était secrétaire à la sécurité de 1998 à 2003, de la part de "femmes étrangères" de Discovery Bay selon lesquelles le gouvernement "autorisait les aides domestiques philippines à séduire leurs maris". Sa déclaration est accusée d'être sexiste et raciste par de nombreux médias. Le consulat des Philippines se dit préoccupé par le "malheureux choix de mots" de Regina Ip. Un groupe de défense des aides domestiques manifeste par la suite devant son bureau, l'appelant à s'excuser. Elle s'excuse auprès de ceux qui ont été offensés par elle et insiste sur le fait que l'article a été mal interprété,.

### Opinions sur le port de la fourrure
Regina Ip est sous le feu des critiques pour avoir porté un manteau de vison rouge lors d'une réunion du Conseil législatif en janvier 2016. Elle défend son choix vestimentaire en déclarant que "porter de la fourrure revient en fait à manger du bœuf... L'élevage de visons peut être plus humain que l'élevage de poulets ou bovins." Elle est critiquée par des militants des droits des animaux.

### Mensonge sur la visite au bureau de liaison
Le 5 septembre 2016, un jour après l'élection du Conseil législatif de Hong Kong en 2016 au cours de laquelle elle est réélue, la voiture de Regina Ip a été photographiée au bureau de liaison chinois. Elle déclare au Ming Pao qu'elle n'état pas dans la voiture et qu'elle envoyait des livres qu'elle avait écrits à ses amis là-bas. Elle admet plus tard qu'elle a menti à ce sujet car l'autre partie lui a demandé de garder la visite confidentielle. Elle est critiquée car les pan-démocrates qui accusent le Bureau de liaison de s'ingérer dans la politique locale et les élections. Elle présente ses excuses au public et au Ming Pao et nie avoir effectué cette visite pour remercier le Bureau de liaison pour son soutien.

### Article d'opinion duNew York Times, "Hong Kong est la Chine, qu'on le veuille ou non"
Le 1er octobre 2020, le New York Times publie un article d'opinion de Regina Ip, intitulé "Hong Kong est la Chine, qu'on le veuille ou non". Dans l'article, Regina Ip défend les actions de la police de Hong Kong lors des manifestations de 2019-2020 et soutient publiquement le Conseil législatif de Hong Kong. Elle déclare également que les citoyens de Hong Kong devraient réévaluer l'avenir du territoire.
De nombreux journalistes rejettent l'article, y compris le journaliste lauréat du prix Pulitzer Mei Fong. La National Review et The Spectator critiquent l'éditorial, tout comme le journaliste indépendant du HuffPost Yashar Ali et la correspondante de CBS News Kathryn Watson. Les politiciens américains Mitt Romney, Tom Cotton, Guy Reshenthaler et  Mike Gallagher rejettent également les affirmations de l'article et dénoncent la décision du New York Times de publier l'article.
Les auteurs politiques Antonio Garcia Martinez, Matt Taibbi et le chercheur de la Brookings Institution Shadi Hamid rejettent la vision de l'article, Hamid déclare que c'est "à quoi ressemble réellement l'autoritarisme". Hal Brands, professeur à la Johns Hopkins School of Advanced International Studies et Yascha Mounk rejettent la prémisse de l'article, Mounk écrivant que l'éditorial est un exemple de "racisme d'État dans le journalisme américain". Meighan Stone, membre senior du Council on Foreign Relations, déclare que l'article décrit un faux équilibre en faveur du gouvernement chinois, faisant spécifiquement référence au rôle du gouvernement chinois dans les camps de rééducation du Xinjiang et à la mort de l'activiste Liu Xiaobo. Joshua Benton, directeur du Nieman Journalism Lab de l'université Harvard, compare l'article à la propagande nazie. China Uncensored critique également l'article, le qualifiant de "mensonges et de propagande communiste".

### BN(O) et double citoyenneté
En octobre 2020, le South China Morning Post (SCMP) rapporte que Regina Ip a précédemment déclaré que si le ministère chinois des Affaires étrangères imposait des restrictions sur les passeports BN (O) (en) de Hong Kong, le département de l'immigration de Hong Kong pourrait demander aux compagnies aériennes de cesser d'émettre des billets pour ceux qui ont des passeports BN (O). En février 2021, le SCMP signale que la décision d'interdire les passeports BN (O) a laissé les minorités ethniques sans passeport valide, car beaucoup rencontrent des problèmes lors de la demande d'un passeport hongkongais. Cette décision empêcherait pratiquement la liberté de ces citoyens de Hong Kong de quitter Hong Kong.
En janvier 2021, Regina Ip écrit un article d'opinion dans le SCMP dans lequel elle déclare que ceux qui ont un double passeport à Hong Kong devraient choisir entre leur citoyenneté non hongkongaise ou leur droit de séjour à Hong Kong, affirmant que ceux qui choisissent leur passeport étranger "pourraient également perdre le droit de résidence à Hong Kong et le droit de vote qui en découle lors des élections",. Ceci en dépit du fait que des hauts fonctionnaires du gouvernement, dont Carrie Lam, Tam Yiu-chung et Tung Chee-hwa, aient des enfants de nationalité étrangère. Regina Ip mentionne que sa suggestion n'est qu'une proposition et qu'elle n'a pas soulevé la question avec le gouvernement.
En février 2021, Hong Kong Free Press rapporte qu'environ 7 000 personnes ont émigré de Hong Kong vers le Royaume-Uni depuis juin 2020, Regina Ip affirme que ces personnes n'ont "pas d'argent, de compétences ou d'éducation".

### Votes des expatriés
Tout en discutant d'une proposition visant à autoriser les Hongkongais expatriés à voter, Regina Ip explique qu'elle ne leur permettait pas à tous de voter et n'autorisait que ceux vivant en Chine continentale à le faire. Elle déclare qu'en vertu du principe "Un seul pays", ceux qui vivent en Chine doivent avoir la priorité en matière de vote à l'étranger.

### Séparation des pouvoirs
En octobre 2020, Regina Ip affirme que Hong Kong n'avait jamais eu de séparation des pouvoirs, et que les responsables gouvernementaux devraient réitérer le fait que la ville ne l'a pas.

### Expulsion des membres du Conseil législatif
En novembre 2020, à la suite de l'expulsion de 4 législateurs pro-démocratie du Conseil législatif, Regina Ip défend cette éviction et déclare: "Ils ne peuvent pas être seulement des démocrates de nom. Ils doivent non seulement embrasser les vraies valeurs démocratiques dans le sens du respect de la loi et des droits des autres personnes avec lesquelles ils ne sont pas d'accord. Ils doivent également respecter la souveraineté, la sécurité de notre pays.".

### Arrestations de personnalités pro-démocratie
Après l'arrestation de 53 personnalités pro-démocratie en janvier 2021, Regina Ip soutient les arrestations, déclarant que leur objectif de prendre le contrôle du Conseil législatif et de ne pas approuver le budget ne serait pas toléré.

### Xinjiang
En mars 2021, après que certaines entreprises aient suspendu l'utilisation du coton venant du Xinjiang en raison de problèmes de droits de l'homme, Regina Ip déclare que ces entreprises répandaient des mensonges sur le Xinjiang et qu'elle boycotterait Burberry. Regina Ip affirme qu'elle ne porterait pas de produits de la marque "jusqu'à ce que Burberry se rétracte ou s'excuse pour ses allégations infondées contre le Xinjiang".

### RTHK
En 2019, Regina Ip déclare que RTHK devrait cesser de produire des informations en chinois. En avril 2021, elle suggère la fermeture de RTHK et rajoute que le personnel du média "contestait souvent les résultats du gouvernement".

### Droits LGBT et droits des femmes
Regina Ip exprime le souhait de légiférer contre la discrimination à l'égard des personnes LGBT et soutient la candidature de la ville pour accueillir les Gay Games 2022. Cependant, elle s'abstient de soutenir la légalisation du mariage homosexuel à Hong Kong. Sur d'autres questions sociales, telles que le sexisme, Regina Ip critique les médias qui selon elle se concentrent "sur la coiffure, les vêtements et le maquillage d'une femme politique" plutôt que sur son travail, et exprime le désir de réserver des sièges aux femmes dans les commissions électorales.

### COVID-19
En mars 2022, Regina Ip avance qu'une politique "zéro-Covid dynamique" serait nécessaire à Hong Kong.
En septembre 2022, elle déclare "qu'il est difficile pour le gouvernement de proposer maintenant une feuille de route pour ses stratégies anti-épidémiques". Elle rejette également les inquiétudes selon lesquelles les entreprises internationales ont quitté Hong Kong en raison de ses politiques anti-épidémiques,. En revanche, la Chambre de commerce générale de Hong Kong mène une enquête, qui montre que 10 % des grandes entreprises ont définitivement quitté Hong Kong, et que 30 % supplémentaires envisagent de partir ou sont parties au premier semestre 2022,. Le dirigeant de la chambre appelle à la levée immédiate de toutes les restrictions d'entrée anti-épidémiques dans la ville.

### Taïwan
En août 2022, après que de hauts responsables du gouvernement de Hong Kong, dont John Lee, aient critiqué Nancy Pelosi pour sa visite à Taïwan et menacé d'aider Pékin avec "toutes les mesures nécessaires" pour défendre la souveraineté nationale, Regina Ip déclare: "" Ceux qui occupent des postes importants au sein du gouvernement doivent partager les valeurs fondamentales de la nation en matière de souveraineté, de sécurité nationale, d'intérêts de développement et d'intégrité territoriale. ". Cependant, elle fait également une déclaration apparemment contradictoire en disant que "Hong Kong n'a aucun rôle à jouer" dans les contre-mesures, et en ajoutant qu'il était difficile de dire quel pouvoir a Hong Kong sur la question.

### Club de golf de Hong Kong
En août 2022, Regina Ip se bat contre des projets de construction de logements sociaux sur le terrain de golf de Fanling, utilisé par le Hong Kong Golf Club, dont elle est membre. Le projet d'y construire des logements est globalement soutenu par le public. Plus tard dans le mois, la secrétaire au développement, Bernadette Linn, déclare qu'en dépit du lobbying de Regina Ip et du club de golf de Hong Kong, "le gouvernement, en ce moment, est toujours pleinement engagé dans la mise en œuvre de ce projet et nous n'avons pas changé d'avis".